# リチャード・ミル (第6代準男爵)
第6代準男爵サー・リチャード・ミル（英語: Sir Richard Mill, 6th Baronet、1717年 – 1770年3月17日）は、グレートブリテン王国の政治家、準男爵。

## 生涯
第5代準男爵サー・リチャード・ミルとマーガレット・ノウルズ（Margaret Knollys、1688年頃 – 1744年10月11日、ロバート・ノウルズの娘）の息子として、1717年に生まれた。1735年2月17日にオックスフォード大学ニュー・カレッジに入学、1738年7月12日にM.A.の学位を修得した。
1760年5月16日に父が死去すると、準男爵位を継承した。
1765年2月、ハンプシャー統監を兼任していた大法官の初代ノーティントン伯爵ロバート・ヘンリーの推薦を受けて、ハンプシャー選挙区の補欠選挙で庶民院議員に当選した。この選挙をめぐり、ノーティントン伯爵はジョージ・グレンヴィルへの手紙でミルを称賛して、グレンヴィルもそれに応じてミルを支持したが、議席を狙っていたハンス・スタンリーはハンス・スローンへの手紙でノーティントン伯爵がミルを低く評価していると述べたという。議会では投票と演説の記録がなく、同時代の議員リストでも所属党派については「疑わしい」(doubtful)とされることが多かった。1768年イギリス総選挙で出馬せず、議席をノーティントン伯爵の息子ヘンリー卿に譲ったことから、ノーティントン伯爵がミルを推薦した理由は息子が成年するまでの暫定とされる。
1770年3月17日に死去、モッティスフォントで埋葬された。弟ジョン・ホビーが準男爵位を継承した。

## 家族
1760年8月、ドロシー・ウォレン（Dorothy Warren、1811年6月没、リチャード・ウォレンの娘）と結婚、2女をもうけた。